# Фукуока Кайоко
Фукуока Кайоко (нар. 1 серпня 1949) — колишня японська тенісистка.
Найвищим досягненням на турнірах Великого шолома були чвертьфінали в парному розряді.

## Фінали турнірів WTA

### Парний розряд (0–2)
| Результат | Ранг | Дата             | Турнір            | Покриття | Партнерка       | Суперниці                     | Рахунок  |
| --------- | ---- | ---------------- | ----------------- | -------- | --------------- | ----------------------------- | -------- |
| Поразка   | 1.   | 8 липня 1974     | Гштаад, Швейцарія | Ґрунт    | Мішель Родрігес | Гельга Шультце Леа Періколі   | 2-6, 0-6 |
| Поразка   | 2.   | 3 листопада 1975 | Токіо, Японія     | Тверде   | Кійомі Номура   | Енн Кійомура Савамацу Кадзуко | 2-6, 3-6 |

## Інші фінали

### Парний розряд
| Результат | Дата          | Турнір                 | Місце         | Партнерка        | Суперниці                   | Рахунок  |
| --------- | ------------- | ---------------------- | ------------- | ---------------- | --------------------------- | -------- |
| Срібло    | серпень 1973  | Літня універсіада 1973 | Москва, СРСР  | Савамацу Кадзуко | Ольга Морозова Зайга Янсоне | 0–6, 3–6 |
| Золото    | вересень 1974 | Азійські ігри 1974     | Тегеран, Іран | Саде Тосіко      | Lee Soon-oh Лі Док Хі       | 6–2, 6–3 |